# Islam Yashúyev
Islam Juséinovich Yashúyev –en ruso, Ислам Хусейнович Яшуев– (Mesker-Yurt, 23 de enero de 1993) es un deportista ruso de origen checheno que compite en judo. Ganó una medalla de oro en el Campeonato Europeo de Judo de 2018, en la categoría de –60 kg.

## Palmarés internacional
| Campeonato Europeo | Campeonato Europeo | Campeonato Europeo | Campeonato Europeo |
| Año                | Lugar              | Medalla            | Categoría          |
| ------------------ | ------------------ | ------------------ | ------------------ |
| 2018               | Tel Aviv (Israel)  | Medalla de oro     | –60 kg             |